# Томас, Дэвид
Дэвид Фредерик Колмэн Томас (англ. David Frederick Colman Thomas, 27 июня 1927, Понтиприт, Гламорган, Уэльс, Великобритания) — британский хоккеист (хоккей на траве), нападающий.

## Биография
Дэвид Томас родился 27 июня 1927 года в британском городе Понтиприт в Уэльсе.
Играл в хоккей на траве за «Хаунслоу» из Лондона.
В 1956 году вошёл в состав сборной Великобритании по хоккею на траве на Олимпийских играх в Мельбурне, занявшей 4-е место. Играл на позиции нападающего, провёл 6 матчей, забил 1 мяч в ворота сборной Малайи.